# 3782 Celle
3782 Celle је астероид главног астероидног појаса чија средња удаљеност од Сунца износи 2,414 астрономских јединица (АЈ).
Апсолутна магнитуда астероида је 12,5.